# Was blüht denn da?
Was blüht denn da? ist ein Pflanzenbestimmungsbuch. Die erste Auflage erschien 1935 und wurde von Alois Kosch verfasst. 2015 legte der Franckh-Kosmos-Verlag die 59. Auflage und 2021 die 60. erweiterte Auflage vor. Autoren der aktuellen Auflage sind Margot und Roland Spohn.

## Inhalt
Das Buch stellt in Deutschland und seinen Nachbarländern häufig vorkommende Pflanzen vor und ermöglicht ihre Bestimmung auch durch den botanischen Laien. Es ist in die Abschnitte
- Blumen
- Bäume und Sträucher sowie
- Gräser

untergliedert. Außerdem werden botanische Fachausdrücke im Bild erläutert. Die Besonderheit des Buches ist, dass die Blumen nicht nach biologischen Einteilungskriterien wie Gattung oder Art, sondern nach der Blütenfarbe (rot, weiß, blau, gelb und grün/braun) und weiter nach der Anzahl und Anordnung der Blütenblätter gegliedert sind. Für jede Pflanze werden typische Merkmale, eine Beschreibung, Vorkommen und wissenswerte Besonderheiten angegeben. Es werden über 870 Pflanzen dargestellt. Zu jeder Pflanze ist eine Zeichnung abgebildet. Insgesamt enthält das Buch über 2.000 Zeichnungen.

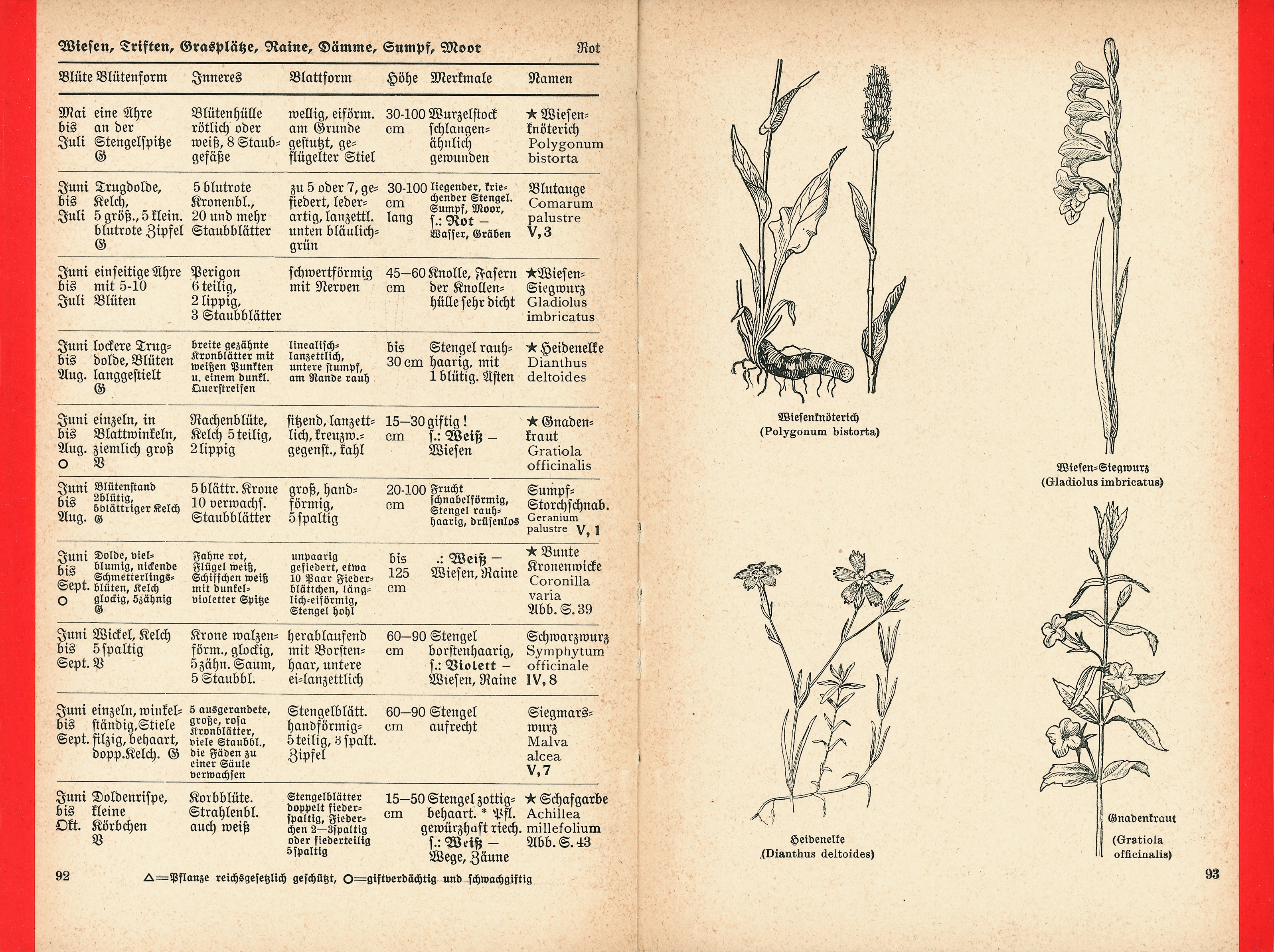
1935, Was blüht denn da? (Seitenansicht 92–93)

## Entwicklung
Mit Alois Koschs Werk konnten etwa 500 Pflanzen bestimmt werden. Nach Alois Koschs frühem Tod wurde das Werk vorwiegend durch den Botaniker Wilhelm Johannes Fischer betreut. 1965 erschien eine von dem Botaniker Dietmar Aichele völlig neu bearbeitete 31. Auflage. Über 600 Pflanzen ließen sich nun bestimmen und die einfachen Strichzeichnungen wurden durch Halbtonzeichnungen ersetzt. 1973 brachte der Verlag die erste farbig illustrierte Ausgabe heraus. Alle 600 detaillierten Farbzeichnungen, nach der Natur erstellt, stammten von Marianne Golte-Bechtle. Im Jahr 1991 erschien ein Fotoband und 2005 eine Ausgabe für Kinder. Dietmar Aichele betreute das Buch über 30 Jahre lang. Dann setzte Margit Spohn seine Tätigkeit fort.
Die Ausgabe von 2015 ist auch als  E-Book erhältlich. In der 60. Auflage sind auch noch sehr viele Illustrationen von Marianne Golte-Bechtle enthalten. Der Fotoband dieser Auflage bietet eine Kooperation mit der Pflanzenbestimmungs-App Flora Incognita an.